# Smokey Mountain
Smokey Mountain fue una banda musical filipina formado por el director musical, compositor, director de orquesta Ryan Cayabyab y el productor Judd Berlin. El grupo se formó en la ciudad de Manila en 1989 y se mantuvo activo hasta 1995. La banda estaba formada porJames Coronel, Geneva Cruz , Jeffrey Hidalgo y Tony Lambino como los integrantes originales, mientras que Jayson Angangan, Chedi Vergara y Zhar Santos se unieron a James Coronel para la segunda alineación después de Geneva Cruz, Jeffrey Hidalgo y Tony Lambino quienes abandonaron la banda. Finalmente, James Coronel continuó su  carrera en solitario y Anna Fegi reemplazó a Zhar Santos durante la gira de 1994 por Japón.

## Integrantes
- Genebra Cruz
- Jeffrey Hidalgo
- Tony Lambino
- James Coronel
- Jayson Angangan
- Chedi Vergara
- Shar Santos
- Anna Fegi

## Álbumes
SMOKEY MOUNTAIN (1990, Universal Records)
- Not All The World Is América
- Mama
- Street People
- Earth Song
- Better World
- Kailan
- Escape
- Can This Be Love
- Steal To Eat
- Sabihin Mo, Ikaw ay Pilipino

PARAISO (1991, BMG Music Filipinas)
- King Philip
- Nahan Ka
- Da Coconut Nut
- Paraiso
- Sama Na Kayo
- Wanna Say No
- Kahit Habang Buhay
- Hideaway
- Best Friend
- Kailan (Boy Version)
- Freedom

PARAISO (JAPAN EDITION) (1992, BMG Music Filipinas)
- King Philip
- Paraiso
- Tayo Na (Come On)
- Nahan Ka
- Sama Na Kayo
- Wanna Say No
- Kahit Habang Buhay
- Da Coconut Nut
- Hideaway
- Best Friend
- Kailan (Boy Version)
- Freedom

KNOW YOU WILL (1993, BMG Music Filipinas)
- One Less Lonely Heart
- I Believe In You
- A.S.A.P.
- Why Do You Tell Me
- Stand Up
- I'm In Love With You
- She Has Gone
- Without You
- Shall We Dance
- We Can Change The World

SINGLES (1993, BMG Music Filipinas)
- Dakishimetai (I'm In Love With You)
- Two Hearts (Japanese Song)
- Stay Away

DEATH PENALTY (1994, BMG Music Filipinas)
- Death Penalty (Intro)
- When Doors Close
- Leave Me forever
- Ikaw Lang
- What's Wrong With Dat
- Learn To Love
- You Can't Expect
- Sama 'Ko (Interlude)
- You Make Me Feel Good
- I Get So Lonely
- Ai Shite Ruyo
- Magbalik Ka Sana
- Sabi Mo
- Being Free
- We Share The Earth (Outro)

SMOKIEST HITS (1998, BMG Music Filipinas)
- Paraiso
- Kailan
- Da Coconut Nut
- I Believe In You
- Kahit Habang Buhay
- Can This Be Love
- Mama
- Nahan Ka
- One Less Lonely Heart
- Sabi Mo
- What's Wrong With Dat
- Better World

A SONG FOR JAPAN (SINGLE) (2011, Ivory Music & Video)
- I Feel What You Feel

GREATEST HITS (DIGITALLY REMASTERED) (2012, Ivory Music & Video)
- Kailan
- Can This Be Love
- Da Coconut Nut
- Kahit Habang Buhay
- Paraiso
- Mama
- Sabihin Mo
- Nahan Ka
- What's Wrong With Dat
- Tayo Na (Come On)
- Street People
- Sabi Mo
- Earth Song
- Better World
- Kailan (Boy Version)

## Canciones más destacadas
- Better World
- Can This Be Love
- Kailan
- Mama
- Da Coconut Nut
- Hideaway
- Kahit Habang Buhay
- Kailan (Boy Version)
- Nahan Ka
- Paraiso
- Tayo Na
- A.S.A.P.
- I Believe In You
- One Less Lonely Heart
- She Has Gone
- Ai Shite Ruyo
- Ikaw Lang
- Leave Me Forever
- Magbalik Ka Sana
- Sabi Mo
- What's Wrong With Dat